# Revolución egipcia de 1919

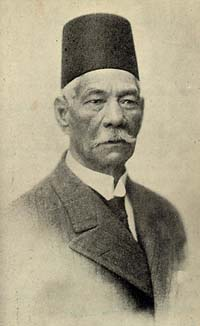
Saad Zaghlul

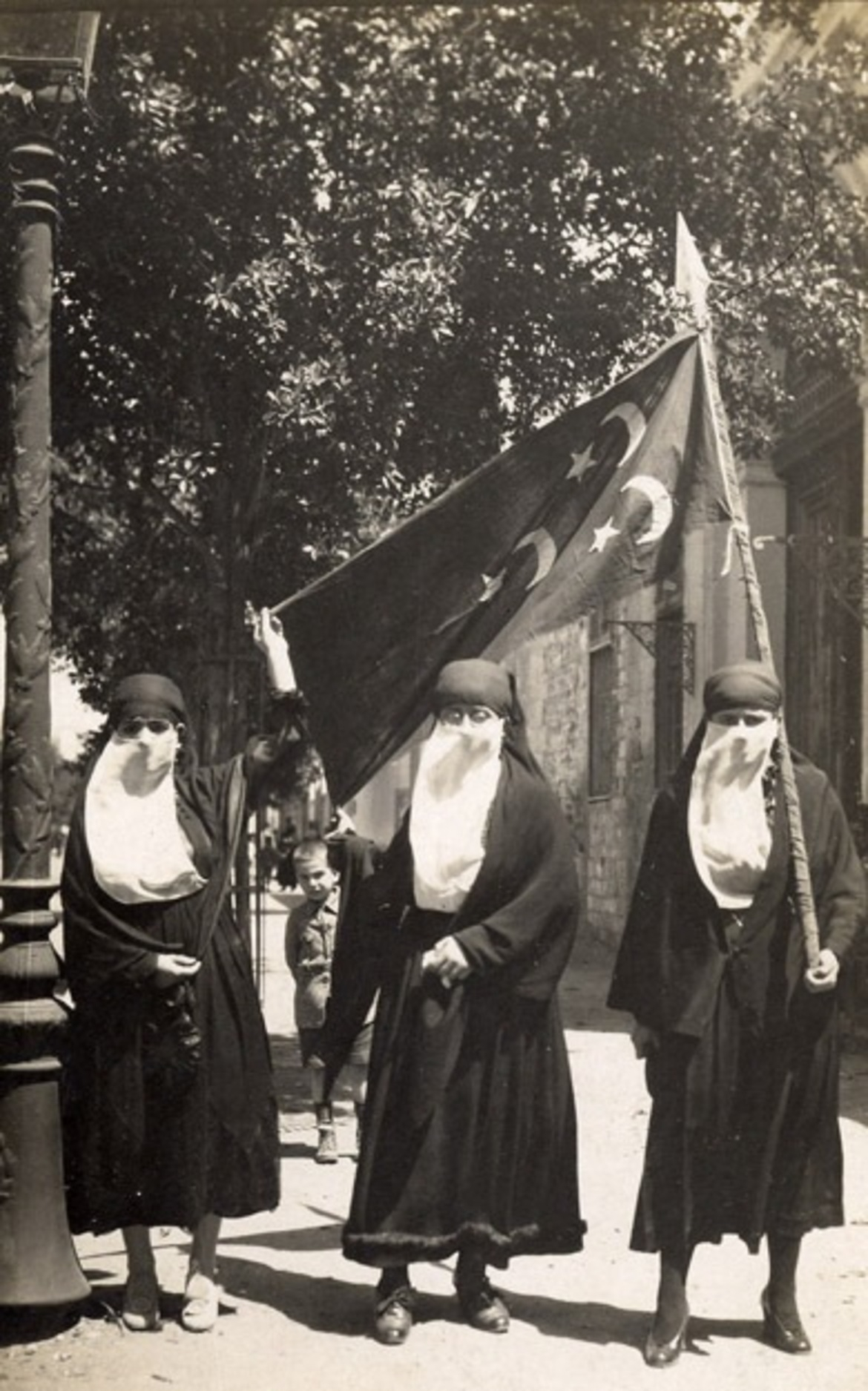
Mujeres protestando durante la revolución de 1919.

La revolución egipcia de 1919 (الثورة المصرية عام  1919) fue una revolución nacional contra la ocupación británica (iniciada en 1882) de Egipto y Sudán.  Fue llevada a cabo por egipcios y sudaneses de todo el sultanato y de diferentes clases sociales. 
La revolución desencadenó la independencia de Egipto en 1922 como el Reino de Egipto y la creación de una nueva Constitución en 1923. Sin embargo, los británicos se negaron a conceder la independencia a Sudán hasta 1956 ni a retirar sus fuerzas sobre el canal de Suez, factores que erosionaron las relaciones anglo-egipcias en las décadas siguientes hasta la revolución egipcia de 1952.

## Antecedentes históricos
La revolución egipcia de 1919 se da en el periodo de ocupación británica de Egipto, entre 1882 (cuando el Imperio británico inició una ocupación militar del territorio) y 1922 (cuando Egipto obtuvo la independencia).
En 1914, tras el estallido de la Primera Guerra Mundial, el Imperio británico quiso asegurar  su dominio sobre Egipto en razón de su papel estratégico tras la entrada de Turquía en la guerra. El 18 de diciembre, Reino Unido decide unilateralmente romper los lazos que unían a Egipto con el Imperio Otomano y declararlo un protectorado de derecho. Decidieron así que el Jedivato de Egipto se convirtiese en el Sultanato de Egipto y fuese declarado un protectorado británico para acabar así con la soberanía nominal del Imperio Otomano en Egipto, que consideraba una provincia.
Los británicos prometieron no entrometer a Egipto en la Gran Guerra aunque no lo cumplieron. El país se convirtió en un centro de maniobras de guerra y en el cuartel general británico para sus operaciones en Oriente Medio y el Norte de África. Entre 1914 y 1918 se produjo el alistamiento forzoso de más de un millón y medio de egipcios al ejército británico, se asentaron numerosas bases militares y se requisaron edificios, suministros e infraestructuras para afrontar la guerra.

## Protestas y revolución
Las élites nacionalistas egipcias estaban descontentas con la ocupación británica y la involucración no deseada en la Gran Guerra, y esta insatisfacción se extendió a todas las clases sociales en Egipto y Sudán, creando una efervescencia política. Además, los británicos hicieron creer que el Sultanato y el protectorado eran fórmulas temporales que serían revertidas una vez acabase la guerra, lo que no sucedió.
Tras el armisticio de la Primera Guerra Mundial en 1918, una delegación de activistas nacionalistas egipcios liderados por Saad Zaghlul pidieron al Alto Comisionado Reginald Wingate acabar con el protectorado británico en Egipto y Sudán y tener representación egipcia en la Conferencia de Paz de París de 1919.
Saad Zaghlul (سعد زغلول) era un político egipcio de principios del siglo XX, una gran figura en el nacionalismo egipcio que llegó a convertirse en primer ministro en 1924. Fue líder del partido Wafd, un partido nacionalista de corte liberal que abogaba por la independencia de Egipto y el fin del mandato británico.
Tanto Zaghlul como el partido Wafd gozaban de gran popularidad entre la población egipcia y apoyaban la petición del fin de protectorado británico. Tras la guerra, el Wafd y sus seguidores organizaron campañas de agitación contra el colonialismo británico y en favor de la autodeterminación de los pueblos.
La petición que Zaghlul y el Wafd reclamaron no sólo fue denegada, sino que Zaghlul y gran parte de la delegación que lo solicitaron fueron detenidos y enviados al exilio en Malta en marzo de 1919.
Su detención y exilio incendiaron a las clases populares, que ya venían gestionando un movimiento de base no violento desde hacía meses. Entre marzo y julio de 1919 se produjeron una serie de protestas diarias por todo Egipto y Sudán en las que más de 800 personas perdieron la vida, 1.600 fueron heridas, ardieron pueblos enteros y se perdieron grandes infraestructuras.
En las protestas participaron ciudadanos de todas las clases sociales: estudiantes, artesanos, trabajadores, élites y líderes religiosos. Cabe destacar la importancia de la participación de las mujeres, como Safia Zaghlul (1876-1946) y Huda Sharawi (1879-1947). Esta última se acabó convirtiendo en una de las principales voces del feminismo egipcio del siglo XX.

## Consecuencias
Tras el fin de las protestas en noviembre de 1919, el primer ministro del Imperio británico, David Lloyd George, envió una comisión de investigación - la Misión Milner - a Egipto, con intención de dilucidar las causas de la revolución y evaluar las posibilidades de futuro político para el país.
Tras un año de evaluación (agosto 1920) el comité de investigación publicó un informe en el que se decía que el protectorado en Egipto no estaba siendo satisfactorio, recomendando su abandono y sustitución por una política de alianzas. Además, se indicaba que era recomendable reconocer al Wafd como interlocutor oficial del movimiento nacionalista; por lo que Gran Bretaña convocó a Zaghlul y otros líderes del Wafd a discutir la propuesta y los términos de la independencia en el verano de 1920.
Los británicos se negaron a liberar el control sobre el Canal de Suez, por lo que la delegación negociadora egipcia volvió descontenta. En diciembre de 1921 el Imperio británico impuso ley marcial en El Cairo y otras ciudades egipcias y volvió a deportar a Zaghlul - esta vez a las islas Seychelles -, lo que nuevamente generó manifestaciones y protestas. 
Ante la grave y repetida situación, el Imperio británico dio por fracasada la vía a la independencia mediante un acuerdo entre las partes, y el 28 de febrero de 1922 emitió la declaración unilateral de independencia de Egipto, estableciéndolo como el Reino de Egipto. El reconocimiento de independencia no incluía a Sudán, que siguió bajo mandato británico hasta 1956. Los británicos tampoco retiraron sus tropas del Canal de Suez y siguieron manteniendo el control sobre la seguridad de las comunicaciones, la defensa de Egipto contra amenazas extranjeras y la protección de los intereses extranjeros de Egipto y Sudán, lo que siguió tensando las relaciones anglo-egipcias. 
Se dice que en este punto la independencia de Egipto era sólo nominal, puesto que las fuerzas británicas seguían presentes en el territorio. Se obtuvo independencia sustancial tras el golpe de Estado de los Oficiales Libres en 1952 y la Nacionalización del Canal de Suez en 1956.
Tras la independencia, el jedive Fuad I se convirtió en el primer Rey de Egipto el 15 de marzo de 1922 tras la salida de Husain Kamil (el jedive anterior) y la abolición del protectorado. Dos años más tarde, en 1923, el pueblo egipcio recibe su primera Constitución, elaborada en gran parte por el partido Wafd e inspirada en los textos liberales europeos de la época. Los primeros años tras la independencia se caracterizaron por las tensiones entre el Trono y los partidos nacionalistas. En 1924 se dieron las primeras elecciones parlamentarias, de las que Saad Zaghlul salió elegido como primer ministro de Egipto tras volver de su exilio. Su gobierno sólo durará un año, pues Zaghlul dimitió y disolvió la Cámara tras tensiones internas y con Gran Bretaña. Egipto quería aplicar la Constitución sobre Sudán, que reclamaba como territorio propio, a pesar de que Gran Bretaña seguía manteniendo su soberanía.